# Off-Broadway

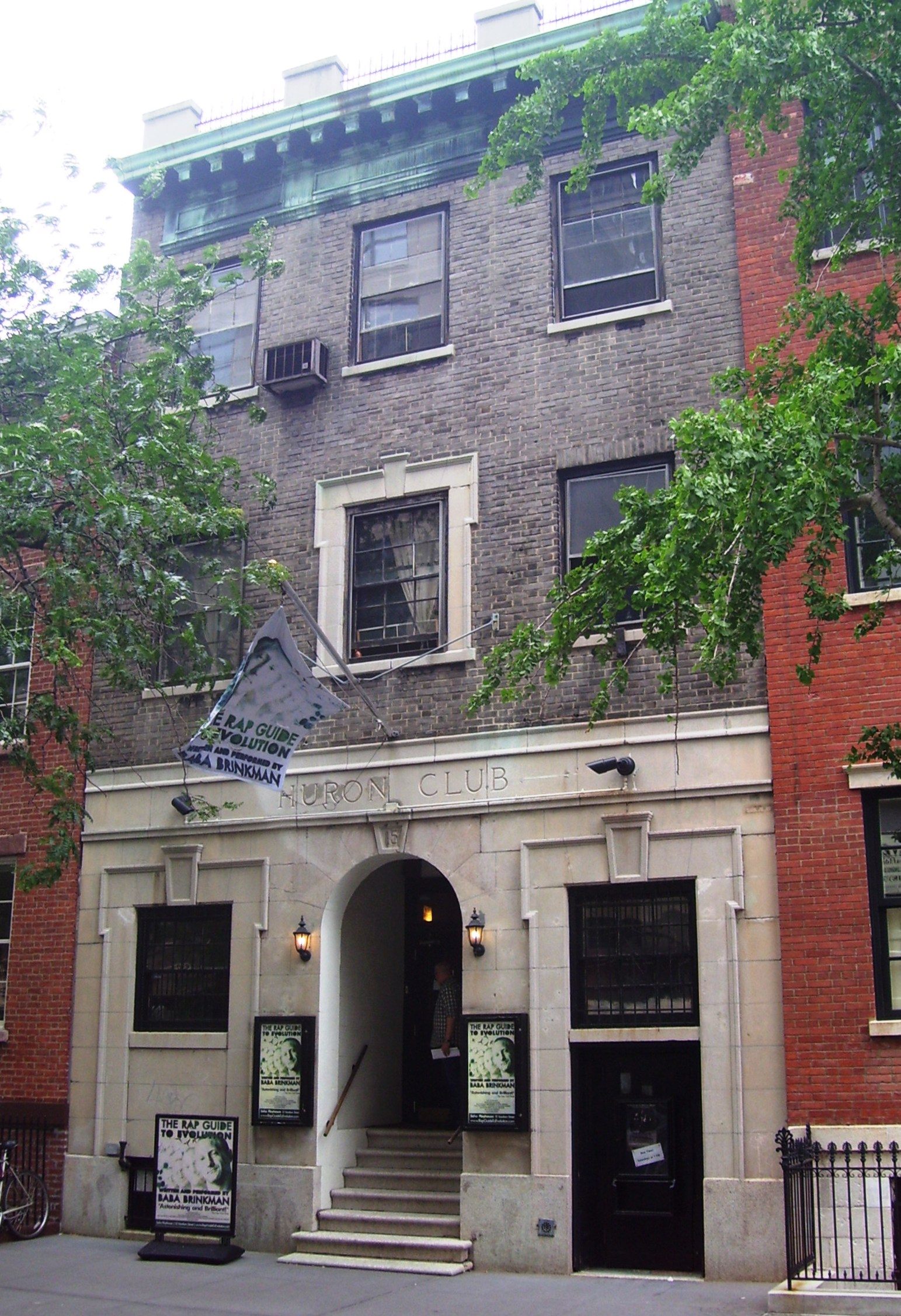
The SoHo Playhouse, juny de 2011

El teatre off-Broadway és un terme utilitzat per denominar les obres, musicals o revistes representades a la ciutat de Nova York però fora del circuit de Broadway. Acostumen a ser teatres amb un aforament d'entre 100 i 500 persones i que realitzen produccions de baix cost, no comparables amb les produccions realitzades a Broadway.

## Història
Originalment es referia a la localització d'un lloc i les seves produccions en l'encreuament d'un carrer a Broadway al districte del teatre de Manhattan, el centre de la indústria del teatre als Estats Units. El terme més tard quedaria definit per la League of Off-Broadway Theatres and Producers com el lloc a la Ciutat de Nova York amb un aforament entre 100 i 499 places, o una producció específica que tenia lloc allà, adherida al referit sindicat.
Prèviament, sense tenir en compte la mida del local, un teatre no es considerava Off-Broadway si era dins del "Broadway Box" (el tradicional Districte de Teatre de Nova York, entre els carrers 40 i 54, i des d'oest de la Sisena Avinguda a est de la Vuitena Avinguda, i incloent-hi Times Square). La definició contractual va canviar per incloure teatres que complien l'estàndard, beneficiós per aquests teatres a causa del salari mínim més baix definit per l'Actors' Equity Association pels teatres Off-Broadway en comparació amb els salaris de la unió pels teatres de Broadway. Exemples de teatres Off-Broadway a la Broadway Box són el New World Stages, el Little Shubert Theatre i el Snapple Theater Center.
Segons Bloom i Vlastnik, el moviment Off-Broadway va començar durant els anys 1950, com a reacció al "comercialisme percebut de Broadway" i proporcionava una "sortida per una generació nova" d'artistes creatius. Aquest "terra fèrtil, fora de les pressions de producció comercial i crítiques desfavorables, ajudava a centenars de futurs espectacles de Broadway. El primer gran musical Off-Broadway va ser la recuperació el 1954 de l'obra de Brecht/Weill Threepenny Opera."
Un cert nombre de musicals Off-Broadway han tingut subsegüents carreres a Broadway, amb musicals com Hair, Godspell, A Chorus Line, Little Shop of Horrors, Sunday in the Park with George, Rent, Grey Gardens, Urinetown, Avenue Q, The 25th Annual Putnam County Spelling Bee, Rock of Ages, In The Heights, Spring Awakening i Next to Normal. Les obres que han passat a Broadway inclouen Doubt, I Am My Own Wife, Bridge & Tunnel, The Normal Heart, and Coastal Disturbances. Altres produccions com Stomp, Blue Man Group, Altar Boyz, Perfect Crime i Naked Boys Singing han estst en cartell uns quants anys a l'Off Broadway. The Fantasticks, el musical que ha estat més temps en cartellera en la història del teatre, va estar els primers 42 anys a Off Broadway.